# Platylabus sexmaculatae
Platylabus sexmaculatae är en stekelart som beskrevs av Heinrich 1962. Platylabus sexmaculatae ingår i släktet Platylabus och familjen brokparasitsteklar. Inga underarter finns listade i Catalogue of Life.